# Jarosława
Jarosława, Jerosława – staropolskie imię żeńskie, złożone z członów Jaro- ("gorąca", a także "gniewna, sroga, surowa") i -sława ("sława"). W źródłach polskich poświadczone w XIII wieku jako Jarosława (1265) i Jerosława (1409).
Męskie odpowiedniki: Jarosław, Jerosław, Jirosław.
Jarosława imieniny obchodzi 21 stycznia.
Znane osoby noszące to imię:
- Jarosława Jóźwiakowska – polska lekkoatletka
- Jaroslava Moserová – czeska działaczka polityczna